# Arnd Arnold
Arnd Arnold (* 30. September 1971 in Diepholz) ist ein deutscher Rechtswissenschaftler.

## Leben
Von 1978 bis 1991 besuchte er Schulen in Wedel und Neunkirchen-Seelscheid. Nach dem Abitur 1991 am Antoniuskolleg (Salesianer Don Boscos) in Neunkirchen-Seelscheid und dem Grundwehrdienst (1991–1992) studierte er von 1991 bis 2000 Volkswirtschaftslehre an der Fernuniversität Hagen (Abschluss mit der Diplomprüfung (II) im Jahr 2000). Von 1992 bis 1997 studierte er Rechtswissenschaften an der Universität Bonn (1997 erste juristische Staatsprüfung vor dem Justizprüfungsamt bei dem Oberlandesgericht Köln). 
Von 1997 bis 2000 war er wissenschaftliche Hilfskraft am Institut für Zivilprozessrecht der Universität Bonn bei Peter Reiff. Nach dem Referendariat (1998–2000) im Oberlandesgerichtsbezirk Köln legte er 2000 die zweite juristische Staatsprüfung vor dem Landesjustizprüfungsamt Nordrhein-Westfalen ab. Nach der Promotion 2000 an der Universität Bonn bei Peter Reiff war er von 2000 bis 2006 wissenschaftlicher Assistent am Lehrstuhl für Bürgerliches Recht, Handels- und Gesellschaftsrecht, Arbeitsrecht und Europäische Privatrechtsentwicklung der Universität zu Köln bei Barbara Dauner-Lieb. Nach der Habilitation 2006 an der Rechtswissenschaftlichen Fakultät der Universität zu Köln; venia legendi für Bürgerliches Recht, Handels- und Gesellschaftsrecht und Steuerrecht vertrat er von 2006 bis 2007 einen Lehrstuhl an der Universität Erfurt. 2007 hatte er einen Lehrauftrag an der Université Paris 1 Panthéon-Sorbonne im Rahmen des Aufbaustudiengangs „Diplôme universitaire de droit allemand – Préparation à l’examen d’équivalence pour l’inscription aux barreaux allemands“: Vorlesungen zum Handels- und Gesellschaftsrecht. Von 2007 bis 2012 lehrte er als Professor an der Christian-Albrechts-Universität zu Kiel, Lehrstuhl für Bürgerliches Recht, Handels- und Gesellschaftsrecht und Steuerrecht, Direktor des Instituts für Wirtschafts- und Steuerrecht einschließlich Wirtschaftsstrafrecht. Seit 2012 ist er Professor an der Universität Trier, Professur für Bürgerliches Recht, Wirtschaftsrecht und Steuerrecht.

## Schriften (Auswahl)
- Die GmbH & Co. KGaA (= Rechtsfragen der Handelsgesellschaften. Band 109). O. Schmidt, Köln 2001, ISBN 3-504-64661-6 (169 S. Zugl.: Bonn, Univ., Diss., 2000).
- mit Frank-Michael Goebel und Birgit Wilhelm-Lenz: Das neue Verkehrszivilrecht. Praxisfälle nach der Schuld-, Schadenersatzrechts- und ZPO-Reform. Deutscher Anwaltverlag, Bonn 2002, ISBN 3-8240-0560-3 (160 S.).
- Die Steuerung des Vorstandshandelns. Eine rechtsökonomische Untersuchung der Principal-Agent-Problematik in Publikumskapitalgesellschaften (= Schriften des Instituts für Arbeits- und Wirtschaftsrecht der Universität zu Köln. Band 107). Beck, München 2007, ISBN 978-3-406-56111-5 (291 S. Zugl.: Köln, Univ., Habil.-Schr., 2006).